# 国安村
国安村（くにやすむら）は愛媛県東予地方の桑村郡のち周桑郡にあった村である。
1955年（昭和30年）に、壬生川町、吉井村、周布村、国安村、吉岡村の1町4村の合併により、壬生川町となり、自治体としては消滅した。壬生川町は、三芳町との合併により東予町に、さらに市制施行し東予市になった。東予市は、平成の市町村合併にて西条市、東予市、丹原町、小松町の合併により、西条市となり、現在に至っている。現在の西条市の北西部に当たる。

## 地理
周桑平野（道前平野）の北部。大明神川の中流右岸地域で同河川の形成する扇状地端に位置する。東を燧灘（瀬戸内海）に面している。
河川
大明神川、境川
村名の由来
不詳ながら、地名としての「国安」は江戸時代には既に存在していた。なお、桑村の名は南北朝時代の古文書にその名が見える。

## 歴史

### 略史
近世
- はじめ松山藩領。
- 1765年（明和2年）　幕府領となる。
- 1814年（文化11年）　松山藩預かり地となる。
- 1833年（天保4年）　田中佐平が土佐国から手漉き和紙の技術を学び、当地に帰郷、自分の田畑に楮を植え、生産を始める。また、生産を推奨した。これが当地での和紙生産の始まりとされる。

明治以降
- 1868年（明治元年）　高知藩預かり地となる。
- 1876年（明治9年）　白水小学校を開設。
- 1950年（昭和25年）　国安郵便局開局。

### 村の沿革
- 1889年（明治22年）12月15日 - 町村制施行により桑村郡国安（くにやす）、高田（たかた）、桑村（くわむら）、新市（しんいち）の4村が合併し桑村郡国安村として発足。大字桑村に役場をおく。
- 1897年（明治30年）4月 - 桑村郡が周敷郡と合体、周桑郡と改められる。
- 1955年（昭和30年）1月1日 - 壬生川町、吉岡村、周布村、国安村、吉井村の1町4村が合併、壬生川町となり、国安村は自治体としては消滅した。

```
国安村の系譜
（町村制実施以前の村）　（明治期）　　　　　（昭和の合併）　　　　　　　　　　（平成の合併）
　　　　　　　　　　　　町村制施行時
国安　━━━━┓
高田　━━━━┫
桑村　━━━━╋━━国安村━━━━━━━━┓
新市　━━━━┛　　　　　　　　　　　　　┃昭和30年1月1日
　　　　　　　　　　　　　　　あ　　　い　┃　合併
　　　　　　　　　　壬生川村━壬生川町┳━╋━壬生川町━┓
　　　　　　　　　　多賀村━━━━━━┛　┃　　　　　　┃
　　　　　　　　　　吉井村━━━━━━━━┫　　　　　　┃昭和46年1月1日　昭和47年10月1日
　　　　　　　　　　周布村━━━━━━━━┫　　　　　　┃　合併　　　　　　　市制施行
　　　　　　　　　　吉岡村━━━━━━━━┛　　　　　　┣東予町━━━東予市━┓
　　　　　　　　　　　　　　　　　　　　　　　　　　　　┃　　　　　　　　　　┃
　　　　　　　　　　庄内村━━━━━━━━┓　　う　　　┃　　　　　　　　　　┃
　　　　　　　　　　三芳村━━━━━━━━╋━三芳町━━┛　　　　　　　　　　┃
　　　　　　　　　　楠河村━━━━━━━━┛　　　　　　　　　　　　　　　　　┃平成16年11月1日
　　　　　　　　　　　　　　　　　　　　　　　　　　　　　　　　　　　　　　　┃　新設合併、
　　　　　　　　　　　　　　　　　　　　　　　　　　　　　　　　　　　　　　　┃　新・西条市発足
　　　　　　　　　　　　　　　　　　　　　　　　　　　　　　　　西条市━━━━╋━━西条市
　　　　　　　　　　　　　　　　　　　　　　　　　　　　　　　　丹原町━━━━┫
　　　　　　　　　　　　　　　　　　　　　　　　　　　　　　　　小松町━━━━┛

あ　明治34年6月14日　町制施行、壬生川町となる
い　昭和15年10月1日 壬生川町・多賀村が合併し壬生川町に
う　昭和30年1月1日 庄内村・三芳村・楠河村が合併、町制施行し三芳町に
（注記）国安村以外の合併以前の系譜はそれぞれの市町村の記事を参照のこと。

```

## 地域
合併・発足時の4つの旧村がそのまま大字を形成し、壬生川町、東予町、東予市になっても引き継がれた。
国安（くにやす）、高田（たかた）、桑村（くわむら）、新市（しんいち）
平成の大合併により西条市の一部となった現在では、地名表記は西条市にそのまま旧大字を続ける。
例　西条市国安

## 産業
農業
桑畑が30町余と愛媛県下有数の規模で養蚕も盛んであった。このほか米、麦、綿、ウンシュウミカン、柿、イモ、豆類などを産した。
漁業
大明神川河口付近での海苔養殖。
製造業
手すき和紙　奉書紙などを産する。

## 交通
国鉄予讃本線が南北に縦貫しているが村内に駅はない。最寄駅は伊予三芳駅。
- 国道196号

## 名所
- 高須海岸